# Guldsmedshytte SK
Guldsmedshytte SK är en ishockeyklubb från Storå/Guldsmedshyttan i Lindesbergs kommun, Örebro län. Klubben bildades 1926. Åren 1968–1974 spelade man i Division II som vid denna tid verkligen var andradivisionen i svensk ishockey. Den framgångsrikaste säsongen var 1970/71 då man slutade på en andraplacering.
Klubben har fostrat flera framgångsrika spelare bl.a. Jenni Asserholt (OS-silver och två VM-brons), Mattias Karlsson (Leksands IF, SHL) och Gustav Backström (Örebro HK, SHL).